# Ajos Nikolaos (dystrykt Nikozja)
Ajos Nikolaos (gr. Άγιος Νικόλαος) – wieś na Cyprze, w dystrykcie Nikozja.